# ティグリニ族

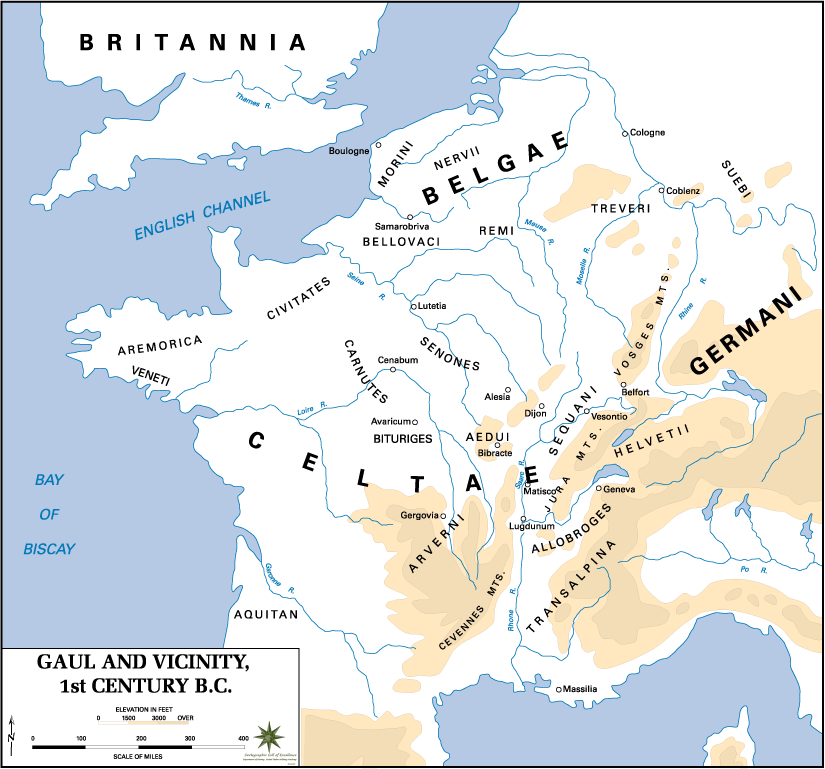
ティグリニはヘルウェティイ族の一支族（パグス）であった

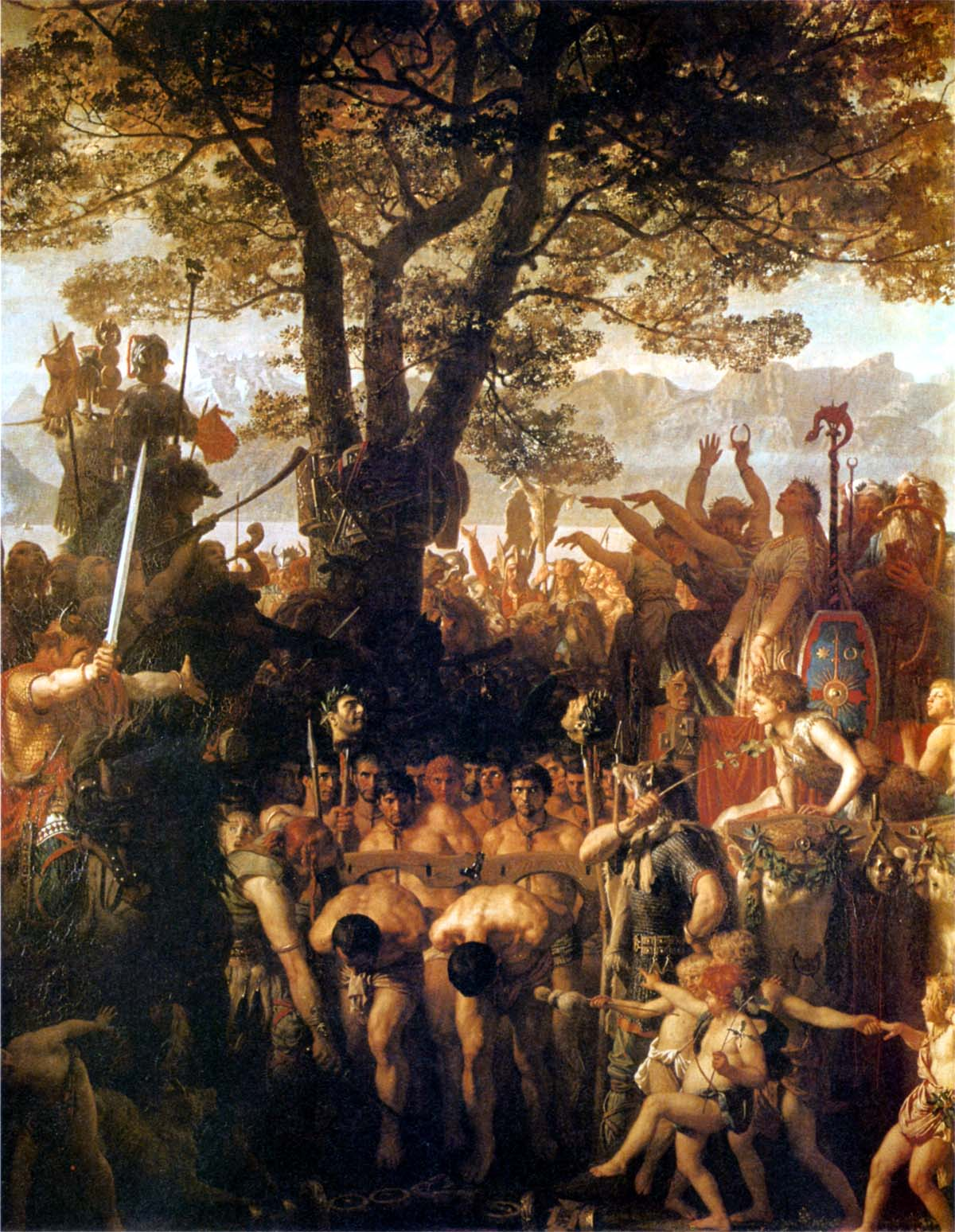
≪Die Helvetier zwingen die Romer unter dem Joch hindurch≫ (ローマ人にくびきをくぐるよう強いるヘルウェティイ族の意). 19世紀のロマン主義の画家シャルル・グレイルの筆。紀元前107年、指揮官ディウィコの元ローマ軍を打ち破ったときの祝祭の様子を描いたもの（ブルディガラの戦い）

ティグリニ族（ラテン語: Tigurini）は、ガリア人の一部族であるヘルウェティイ族を構成する4支族の一つである 。ヘルウェティイ族の中でも最も重要な位置を占め、ガイウス・ユリウス・カエサルやポセイドニオスもその著書で言及している。現在のスイス・ヴォー州に当たる地に定住し、スイス西部の後期ラ・テーヌ文化の担い手でもあった。

## 名称について
ティグリニ (Tigurini) の名前はアイルランド語で「領主」を意味する tigern などと関連があると考えられており、「支配者・領主」の意味であるとされる。ヘルウェティイ族の4支族には他にウェルビゲニ族やトウゲニ族（トウゲニ族はチュートン人と見なされることもある）が含まれ、それぞれカエサルやポセイドニオスによって命名されている。残る1支族はカエサル・ポセイドニオスともに命名しておらず、4支族の中で唯一明確な名前が伝わっていない。

## 歴史

### 歴史上の初出とローマとの攻防
ティグリニ族の名前が最初に見えるのは、紀元前113年から同101年まで続いたキンブリ・テウトニ戦争において同盟を締結したという文脈の中においてである。紀元前109年、ティグリニ族はライン川を渡りローマ属州のガリア・ナルボネンシスに侵入した。紀元前107年にはローマ領である現在のフランス・プロヴァンスへに向けて南下すると、さらに西方のフランス・アジャン付近で執政官のルキウス・カッシウス・ロンギヌス率いるローマ軍を打ち破った（ブルディガラの戦い） 。ティグリニ族はキンブリ族がアルプス山脈を越えて戦いを継続しようとするのに付き従ったが、結局アルプス越えは果たせずブレンナー峠に留まることになった。
しかし趨勢であった対ローマ戦線も次第に劣勢となり、対ローマの主導的立場であったキンブリ族・テウトニ族がアクアエ・セクスティアエの戦い・ウェルケラエの戦いで各個撃破されて、キンブリ・テウトニ戦争は共和政ローマの勝利で集結した。敗戦の報に接しティグリニ族はもともとの居住地であるスイス西部のスイス高原や、スイス南西部のレマン湖の北に広がるジュラ山脈へと戻っていった。ティグリニ、そしてヘルウェティイの名は「脅威をもたらした北方の蛮族」としてローマ人に記憶され、のちにこの「蛮族」が再び動き出したと主張するガイウス・ユリウス・カエサルのガリア遠征の口実になった（ガリア戦争）。
紀元前58年、ヘルウェティイ族はカエサル率いるローマ軍に遭遇し、大敗北を喫してその多くが殺されることとなった（アラル川の戦い・ビブラクテの戦い）。死者は22万8000にのぼったと伝わっている。これらの戦いは紀元前58年から同51年にかけてのガリア戦争の最初の戦闘となった。ローマに征服されたのち、紀元前52年ヘルウェティイ族はウェルキンゲトリクスの反乱に加わり敗北、ローマとの同盟 (foederati) の地位を失った。
ローマ人はガリアへの進軍経路を確保するため、ヘルウェティイ族の居住地であるノウィオドゥヌム（現在のニヨン）の地にユリア・エクェストリス植民市を建設した。ボワ・ド・シャテルの城塞都市（オッピドゥム）の遺跡は紀元前1世紀の後半までは残っていたが、新たに建設されたヘルウェティイ族の首邑アウェンティクム（現在のアヴァンシュ付近）に都市の住民が移住するのにしたがって紀元1世紀の前半に放棄・破壊されたとみられる。
ローマの支配下においてもヘルウェティイ族は4つの支族（パグス）という形を保ち続け、紀元60年代までは完全な自治権も有していたと考えられる。68年にネロ帝が死去しローマ内戦が始まると、ヘルウェティイ族はネロに反旗を翻したセルウィリウス・スルピキウス・ガルバを支援したが、翌69年にはウォケティウス山（現在のベツベルク）の峠で撃破された。これ以降急速にローマ化が進行し、それまでのヘルウェティイ族としてのアイデンティティは次第に失われていった。

### 近世以降

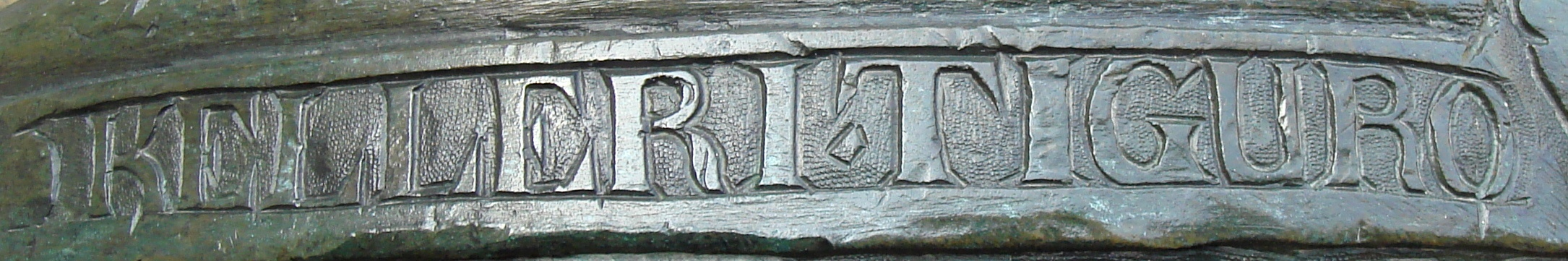
Kelleri Tiguro と記されたジャン＝ジャック・ケラーのサイン（1683年に彼が製作した大砲 Le Protecteur（守護者）に刻まれている）

近世のスイスでは、ティグリニ支族の領域は現在のチューリッヒに対応していたと考えられ、この根拠としてチューリッヒのラテン語名「トゥリクム」 (Turicum) の音が似ていることと、オッピドゥムと考えられているチューリッヒ＝リンデンホフの城塞都市跡が挙げられる。こうしたことから「ティグリヌス」（ティグリニの単数形）の語は16世紀から19世紀にかけてチューリッヒを意味する「新ラテン語」の学術的な形容詞として用いられるようになった。具体例には1548年に記されたコンセンスス・ティグリヌスや、チューリヒの銃器製造者であるジャン＝ジャック・ケラーが自らの名前をラテン語化してフランス王室に献上する大砲に記した Kelleri Tiguno の文字などがある。
20世紀に入り「pag(us) Tigor(inus)」と記されている碑文がアヴァンシュ付近で発見されたことで、ティグリニ支族が実際にはチューリッヒ近郊だけに住んでいたわけではなかったことが証明された。